# George de Hevesy

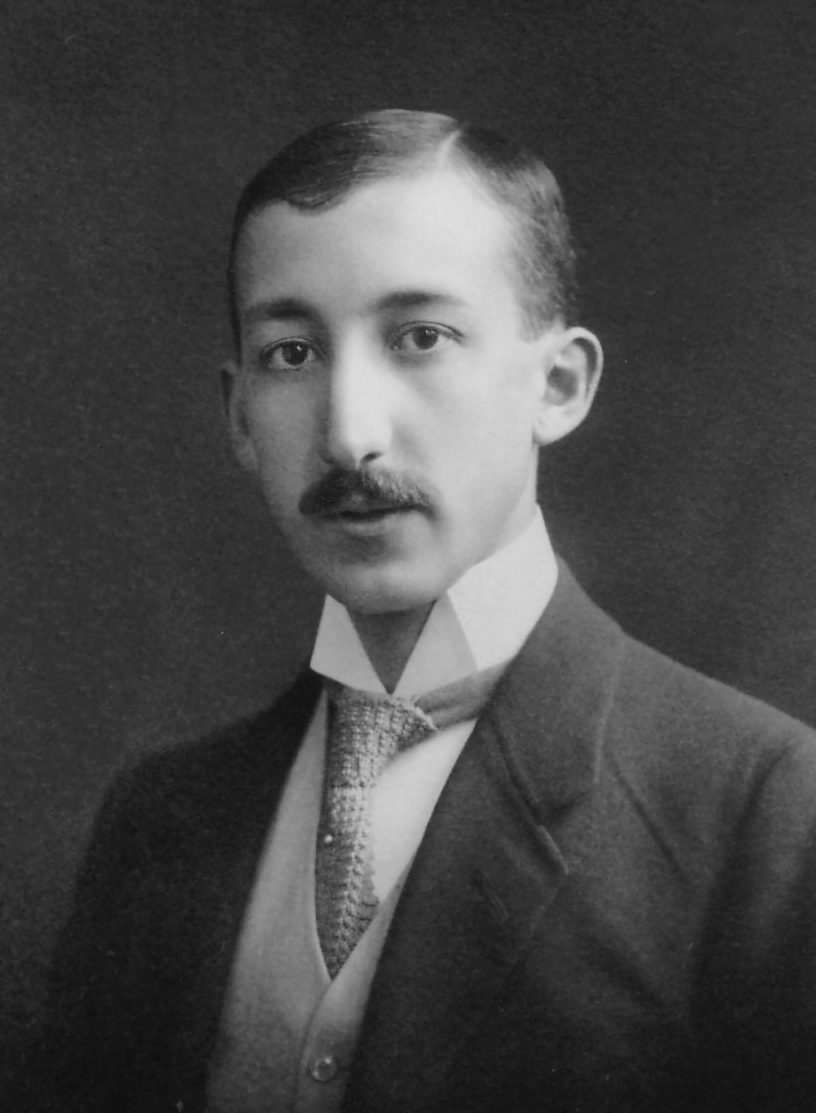
George de Hevesy, um 1913

George Charles de Hevesy (eigentlich György Hevesy, auch Georg Karl von Hevesy; * 1. August 1885 in Budapest, Österreich-Ungarn; † 5. Juli 1966 in Freiburg im Breisgau, Deutschland) war ein ungarischer Chemiker und Nobelpreisträger. Er gilt als Nestor der Nuklearmedizin.

## Familiärer Hintergrund
Die Eltern Georg von Hevesys waren der Vizepräsident der Oberungarischen Berg- und Hüttenwerke Ludwig (Lajos) Bischitz de Heves (* 16. Oktober 1853 in Pest; † 13. August 1920 in Budapest) und Jenny (Eugenie) Baronesse Schossberger de Tornya (* ca. 1857; † 10. April 1931 in Budapest), Tochter des Budapester Großindustriellen Sigmund von Schossberger und der aus Wien stammenden Therese Mayer. Die Familie Hevesy entstammte dem Budapester jüdischen Großbürgertum. Ludwig Bischitz de Heves hatte die Schreibweise seines Namens bereits früh in Bisicz magyarisiert, erhielt aber mit 13. April 1904 die Erlaubnis, den Namen in Hevesy-Bisicz de Heves zu ändern. Ab 25. Dezember 1906 durfte er sich lediglich Hevesy de Heves oder einfach nur de Hevesy nennen. Der väterliche Großvater George de Hevesys, David Bischitz, erhielt 1895 den erblichen ungarischen Adelstand mit dem Prädikat de Heves, seine Frau Johanna geb. Fischer war eine der bedeutendsten jüdischen Philanthropinnen des 19. Jahrhunderts.

## Leben und Wirken

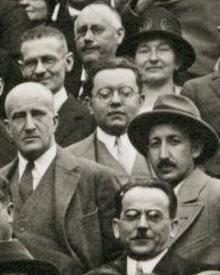
George de Hevesy (rechts mit Hut) bei der Bunsen-Tagung München 1928

Hevesy studierte Chemie, Mathematik und Physik in Budapest, Berlin und Freiburg. 1908 wurde er bei Georg Franz Julius Meyer an der Universität Freiburg mit der Arbeit Über die schmelzelektrolytische Abscheidung der Alkalimetalle aus Ätzalkalien und die Löslichkeit dieser Metalle in der Schmelze promoviert. 1911 war er bei Ernest Rutherford in Manchester, wo er Niels Bohr traf, der ein lebenslanger Freund wurde. Dort arbeitete er insbesondere über radioaktive Zerfallsreihen und an der Frage, welche Elemente und Isotope aus welchen Ursprungselementen in diesen Zerfallsreihen stammen, was mühsame chemische Untersuchungen erforderte. In dieser Zeit hatte er auch Anteil an der Entdeckung der Fajans-soddyschen Verschiebungssätze (er machte Ende 1912 bei Fajans in Karlsruhe Zwischenstation auf seiner Heimreise nach Ungarn). 1912 traf er Friedrich Adolf Paneth im Radium-Institut in Wien, mit dem er sich befreundete, um dann nach Budapest weiterzureisen.
1913 habilitierte er sich in Budapest (Gutachter war der Physikochemiker Gustav Buchböck). In seiner Habilitation stellte er die neuen Ideen vom Bau der Atomkerne von Rutherford dar. Obwohl es auch in Budapest ein Radium-Labor gab, geleitet von Julius von Weszelsky, hatte er dazu kaum Kontakte und arbeitete meist mit Paneth in Wien. Ein Forschungsschwerpunkt von Hevesy war damals die chemische Isolierung von Radium D (so wurde damals das in der Uran-Radium-Reihe vorkommende Isotop Blei 210 genannt), was sich am Ende als nicht möglich erwies. Hevesy kam aber zu dem Schluss, dass Radium D als Tracer für Blei verwendet werden konnte, der Beginn seiner Tracer-Methode, veröffentlicht mit Paneth 1913. Im weiteren Verlauf des Jahres 1913 ging er wieder nach Manchester, wo er sich mit der Trennung von chemisch nicht separierbaren Elementen und Isotopen durch Diffusion befasste. Dabei arbeitete er mit Laszlo Putnoky zusammen, unter anderem über Diffusion von Uran.
Er reiste viel und wechselte zwischen England und mitteleuropäischen Forschungszentren (Budapest, Wien, Holland, Deutschland), wobei er sich in England auch bei Henry Moseley in Oxford aufhielt, um Röntgenkristallographie zu lernen, und in London. Damals strebte er noch eine Karriere in Ungarn an, wo er sich im Ersten Weltkrieg und in den ersten Nachkriegsjahren überwiegend aufhielt und ein Forschungslabor im 3. Chemischen Institut der Universität Budapest aufbaute, das der mittlerweile mit Hevesy befreundete Buchböck leitete. Er diente zwar im Ersten Weltkrieg in der Armee, konnte seine Forschung aber weiterführen. Mit dem schon bestehenden Labor für Radioaktivität von Weszelsky hatte er kaum Kontakt.
1919 wurde er außerordentlicher Professor in Budapest und 1919 ordentlicher Professor und Leiter des 2. Physikalischen Instituts (was als Übergang gedacht war, bevor ein Lehrstuhl für Physikalische Chemie eingerichtet war). Sein Kontakt mit dem 3. Chemischen Institut von Buchböck ließ nach, obwohl er mit diesem weiter auf gutem Fuß stand, und er experimentierte vor allem in der Veterinärschule, deren Chemische Abteilung sein Freund Gyula Groh leitete. Zu seinen Studenten zählte damals Erzsebet Rona und er arbeitete mit László Zechmeister. Nach Miklós Horthys Ernennung zum Reichsverweser im Jahr 1920 verlor er seine Professur und seine Lehrerlaubnis und folgte einem Angebot von Niels Bohr nach Kopenhagen. Dort entdeckte er 1922 gemeinsam mit Dirk Coster das Element Hafnium.
Er ist einer der Begründer der Radiochemie und gemeinsam mit Paneth Erfinder der Tracermethode, mit der chemische Elemente durch die Beimischung ihrer radioaktiven Isotope analytisch gekennzeichnet werden und hat auch die Neutronenaktivierungsanalyse als analytisches Verfahren eingeführt.
Von 1926 bis 1934 war er Professor an der Albert-Ludwigs-Universität Freiburg. Nach der Machtübernahme der Nationalsozialisten floh er nach Kopenhagen und 1943 weiter nach Stockholm. Dort arbeitete er bis 1961 und wandte sich physiologischen und klinischen Fragestellungen auf dem Gebiet der Radiobiologie zu.

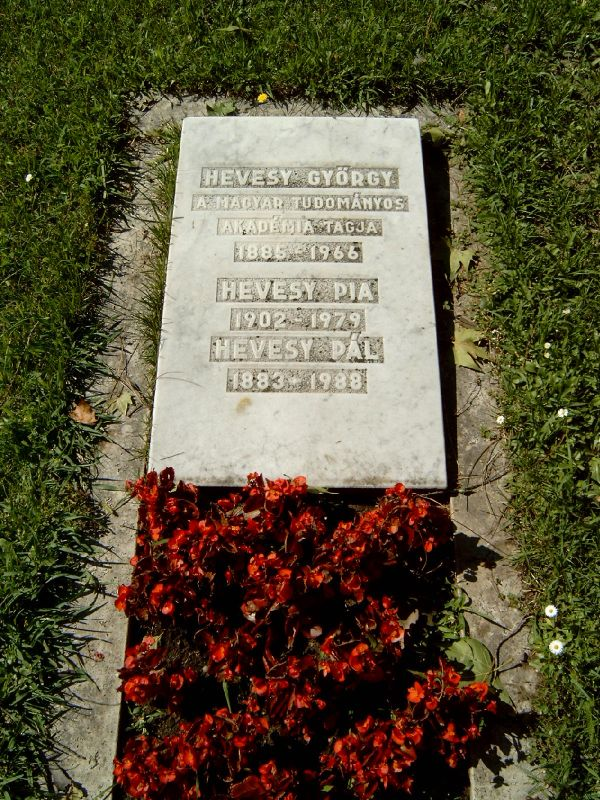
Das Grab von George de Hevesy in Budapest

Nachdem Carl von Ossietzky als Gegner des Nationalsozialismus im Jahr 1935 den Friedensnobelpreis erhalten hatte, verbot die Naziregierung Deutschen das Annehmen oder Tragen des Nobelpreises. Deshalb hatten die ebenfalls in Opposition zum Nationalsozialismus stehenden Preisträger Max von Laue und James Franck ihre Medaillen Niels Bohr in Kopenhagen anvertraut, um ihre Konfiszierung in Deutschland zu verhindern. Als während des Zweiten Weltkriegs im April 1940 deutsche Truppen die dänische Hauptstadt besetzten, löste de Hevesy die goldenen Nobelpreis-Medaillen der beiden deutschen Physiker in Königswasser auf, um sie dem Zugriff der Besatzer zu entziehen. Nach Kriegsende extrahierte er das gelöste Gold und übergab es der Königlichen Schwedischen Akademie der Wissenschaften, die daraus neue Medaillen herstellte und an von Laue und Franck übergab.
George de Hevesy starb im Alter von 80 Jahren in Freiburg im Breisgau und wurde dort auf dem Friedhof Bergäcker in Littenweiler beigesetzt. Im April 2000 überführte man ihn auf den Kerepeschen Friedhof in seiner Heimatstadt Budapest.

## Mitgliedschaften und Auszeichnungen
- 1929 Mitglied der Heidelberger Akademie der Wissenschaften
- 1939 Foreign Member der Royal Society
- 1949 Copley-Medaille der Royal Society
- 1943 Nobelpreis für Chemie „für seine Arbeiten über die Anwendung der Isotope als Indikatoren bei der Erforschung chemischer Prozesse“
- 1950 Mitglied der American Academy of Arts and Sciences
- 1957 Aufnahme in den Orden Pour le Mérite für Wissenschaft und Künste
- 1959 Atoms for Peace Award
- 1960 Mitglied und Ehrenmitglied der Leopoldina[5]
- 2009 Benennung des Mondkraters Hevesy durch die IAU

## Sonstiges

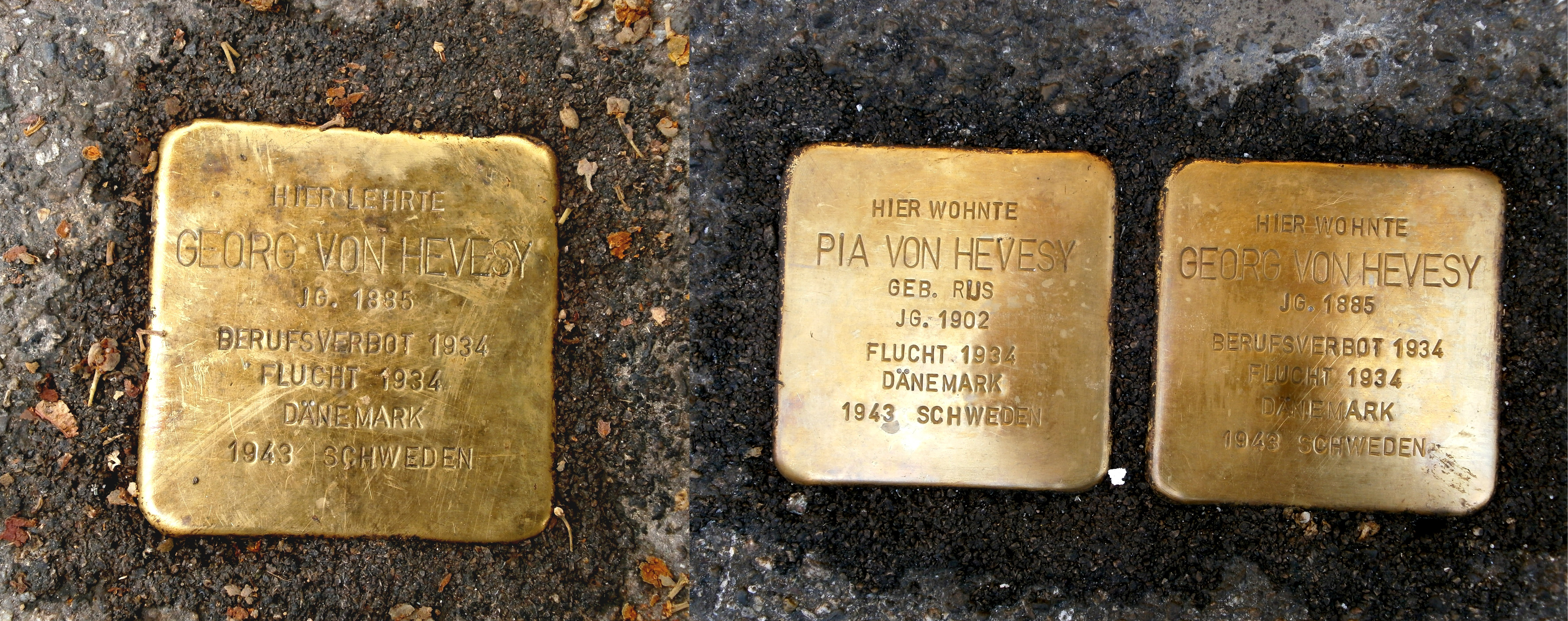
Stolpersteine von Hevesys in Freiburg im Breisgau, links: neben den chemischen Instituten in der Albertstraße, rechts: von Pia und Georg vor ihrem ehemaligen Wohnsitz in der Rosastr. 21

Seit 1968 wird von einem internationalen Gremium die Hevesy-Medaille für herausragende Leistungen auf dem Gebiet der Radio- und Kernchemie vergeben. Die Deutsche Gesellschaft für Nuklearmedizin (DGN) vergibt den Georg-von-Hevesy-Preis für Nachwuchswissenschaftler auf dem Gebiet der klinischen oder experimentellen Nuklearmedizin.
In der Klinik für Nuklearmedizin am Universitätsklinikum Freiburg ist eine Station nach ihm benannt.
Der Hauptgürtelasteroid (10444) de Hevesy wurde 2001 nach ihm benannt.
Vor dem Haus Rosastraße 21 in Freiburg wurden im Juli 2014 Stolpersteine für George de Hevesy und seine Frau Pia verlegt, ebenso für George am Ort seiner Lehrtätigkeit bei den chemischen Instituten in der Albertstraße.

## Trivia
Während des Nobel-Festbanketts im Dezember 1951 erklärte George de Hevesy seiner Tischnachbarin die praktischen Vorzüge seiner Forschungsarbeit:

„Als ich mit meinem ersten Studium der radioaktiven Isotopen beschäftigt war, arbeitete ich in Manchester und wohnte in einem ‚Boardinghouse‘, dessen Wirtin eine regelrechte Künstlerin in der Variierung ein und desselben Gerichtes war. Es schien mir, trotz der ausgezeichneten Camouflage, daß wir die Reste des Sonntagsessens in verschiedener Form Tag für Tag während der ganzen Woche erhielten. Als ich mich beschwerte, leugnete sie empört. Um sie zu überführen, schmuggelte ich winzige radioaktive Partikel in den übriggebliebenen Sonntagsbraten, und mit einem Elektroskop ließ sich noch am Samstag die radioaktive Ausstrahlung im ‚cottagepile‘ nachweisen. Der Wirtin schien das unerlaubte ‚schwarze Magie‘, aber sie beugte sich den nachweisbaren Strahlen, und wir bekamen besseres Essen.“

## Veröffentlichungen (Auswahl)
- mit Fritz Paneth: Über Versuche zur Trennung des Radium D von Blei. In: Monatshefte für Chemie. 1913, S. 1393–1400.[12]
- mit Fritz Paneth: Über Radioelemente als Indikatoren in der analytischen Chemie. In: Monatshefte für Chemie. 1913, S. 1401–1407.[13]
- mit Fritz Paneth: Über die elektrochemische Vertretbarkeit von Radioelementen. In: Monatshefte für Chemie. 1913, S. 1593–1603.[14]
- mit Fritz Paneth: Zur Elektrochemie des Poloniums. In: Monatshefte für Chemie. 1915, S. 45–49.[15]
- mit Fritz Paneth: Zur Frage der isotopen Elemente. In: Monatshefte für Chemie. 1915, S. 75–93.[16]
- Isotope als Indikatoren in der physiologischen Forschung. In: Acta rheumatologica. Band 6. Geigy, Basel (Mai) 1955.

## Literatur

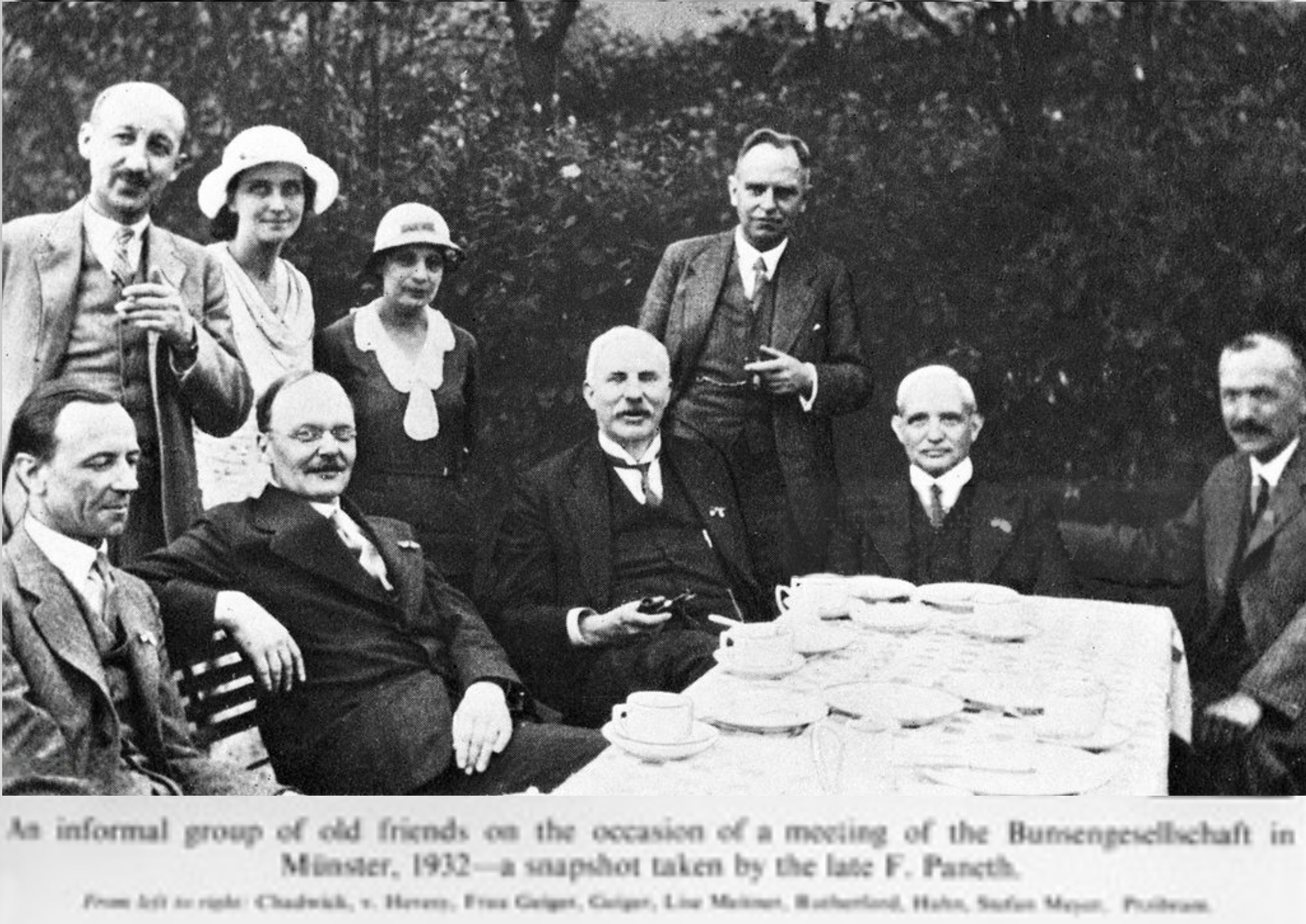
Bunsentagung Münster 1932, George de Hevesy stehend links